# Eduardo Bruce

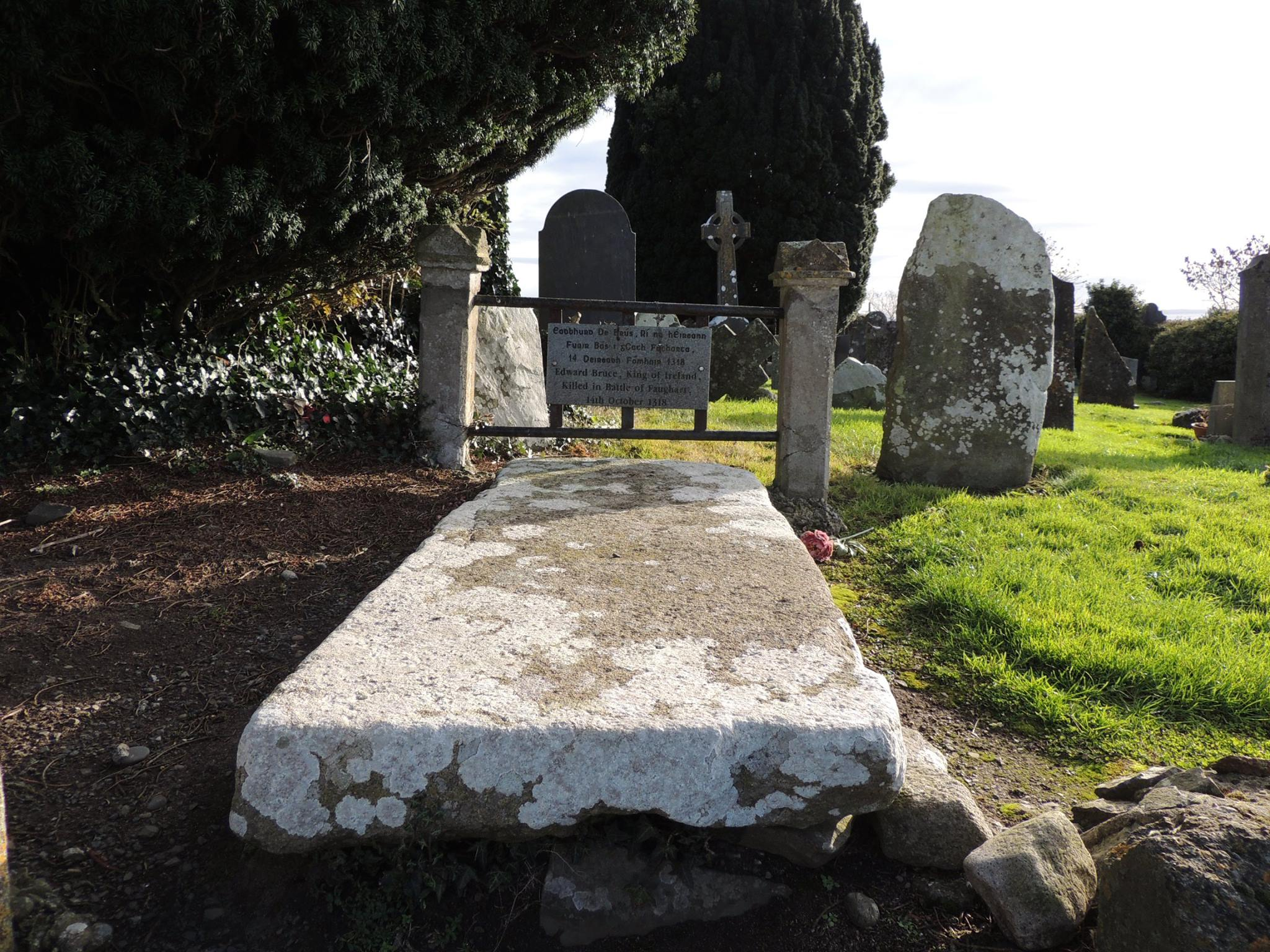
Túmulo de Edward de Bruce, Alto Rei da Irlanda, no Cemitério de Faughart, Condado de Louth

Eduardo Bruce (1275 – 14 de outubro de 1318) foi o irmão mais novo de Roberto I da Escócia, de quem herdou o título de Conde de Carrick. Foi proclamado Rei da Irlanda mas foi derrotado e morto em batalha por Sir João de Bermingham.